# Lucia Perné
Lucia Perné   (17 de novembre de 1900 - 28 de març de 1997) (de casada. Hvizdalek, Berdach; pseudònims Lucian Perné, Ludwig Prasch, Paul Prasch) fou una actriu, escriptora, pianista, compositora austríaca.
Va assistir a la universitat de formació de professors de Viena i de 1911 al 1916 a l'Horak-MSch (piano). De 1932 a 1935 Perné va estudiar al "MAkad" de Viena. Composició i interpretació després de prendre classes de cant durant dos anys. Va treballar com a "répétiteur" i pianista, després de la Segona Guerra Mundial va aparèixer a la ràdio (amb Heinz Sandauer). Perné es va casar amb el vicepresident de l'AKM, Rudolf Berdach (14 de juliol de 1899, Viena, 8 de juliol de 1964, Viena), en el seu segon matrimoni.

## Honors
- Títol de professor 1974.

## Obres
- 200 cançons infantils, cançons vieneses (al parc de la ciutat al vespre a les deu, Wr. Contes d'amor dolços), música lleugera (música de saló, música de ball), música per a obres de ràdio.